# Al-Mansur (Schiff)
Die al-Mansur (zu deutsch: „Der Sieger“) war eine Megayacht, die dem irakischen Diktator Saddam Hussein gehörte.

## Bau und Betrieb
Das Schiff mit 7.359 Tonnen Wasserverdrängung, acht Decks und einer Länge von 120 Metern wurde am 26. März 1983 von der finnischen Wärtsilä-Werft ausgeliefert. Als Besatzung waren 120 Mann an Bord. Der zentrale Saal konnte für Feierlichkeiten mit bis zu 200 Personen genutzt werden, eine der Hauptaufgaben des Schiffes. Es gab jedoch nur zehn Doppelkabinen für Gäste an Bord. Um Hussein im Notfall eine Fluchtmöglichkeit zu bieten, war eine Unterseerettungskapsel (Mini-U-Boot) eingebaut.

## Zerstörung
Nach dem Beginn des Irak-Krieges ordnete Hussein die Verlegung der Yacht vom südlicheren Hafen Umm Qasr in die inneren Hafenanlagen von Basra an.
Die al-Mansur wurde bei Angriffen der amerikanischen Luftstreitkräfte von mehreren kleineren US-Navy-Bomben getroffen. Ihr Oberdeck und große Teile der Aufbauten wurden von den Explosionen und den dadurch ausgelösten Feuern fast vollständig zerstört. Das ausgebrannte und gekenterte Wrack liegt bis heute im Stadtgebiet von Basra im Schatt al-Arab (Position 30° 31′ 38″ N, 47° 50′ 25″ O).